# Anarhynchus
Anarhynchus este un gen de păsări din familia Charadriidae. Sunt păsări de țărm mici, adesea denumite prundărași.

## Taxonomie
Naturaliștii francezi Jean René Constant Quoy⁠(d) și Joseph Paul Gaimard⁠(d) au descris acest gen pentru a găzdui ploierul cu cioc deviat. Numele provine din greaca veche ana- (ἀνα-, înseamnă „înapoi”) și rhunkhos (ῥυγχος, înseamnă „cioc”). 
Anarhynchus a fost considerat anterior monotipic, însă studiile din 2015 și 2022 au confirmat că Charadrius este polifiletic⁠(d), unele specii fiind mai strâns înrudite cu ploierul cu cioc deviat decât cu ploierul comun. În IOC 14.1, 23 de specii au fost transferate la acest gen. Anarhynchus conține acum următoarele specii:
- Anarhynchus atrifrons (Wagler, 1829) – ploier tibetan
- Anarhynchus mongolus (Pallas, 1776) – ploier mongol
- Anarhynchus leschenaultii (Lesson, 1826) – ploier mare
- Anarhynchus asiaticus (Pallas, 1773) – ploier asiatic
- Anarhynchus veredus (Gould, 1848) – ploier oriental
- Anarhynchus frontalis [Quoy & Gaimard, 1830 – ploier cu cioc deviat
- Anarhynchus bicinctus (Jardine & Selby, 1827) – ploier cu guler dublu
- Anarhynchus obscurus (J.F. Gmelin, 1789) – ploier cu pieptul roșu
- Anarhynchus ruficapillus (Temminck, 1821) – ploier cu cap roșu
- Anarhynchus nivosus (Cassin, 1858) – ploier de zăpadă
- Anarhynchus pallidus (Strickland, 1853) – ploier cu guler castaniu
- Anarhynchus marginatus (Vieillot, 1818) – ploier cu frunte albă
- Anarhynchus peronii (Schlegel, 1865) – ploier malaezian
- Anarhynchus alexandrinus (Linnaeus, 1758) – prundăraș de sărătură
- Anarhynchus javanicus (Chasen, 1938) – ploier de Java
- Anarhynchus thoracicus (Richmond, 1896) – ploier din Madagascar
- Anarhynchus pecuarius (Temminck, 1823) – ploier african
- Anarhynchus sanctaehelenae (Harting, 1873) – ploier din Sfânta Elena
- Anarhynchus montanus (Townsend, 1837) – ploier de munte
- Anarhynchus alticola (von Berlepsch & Stolzmann, 1902) – ploier andin
- Anarhynchus falklandicus (Latham, 1790) – ploier din Falkland
- Anarhynchus wilsonia (Ord, 1814) – ploier lui Wilson
- Anarhynchus collaris (Vieillot, 1818) – ploier cu guler

## Galerie

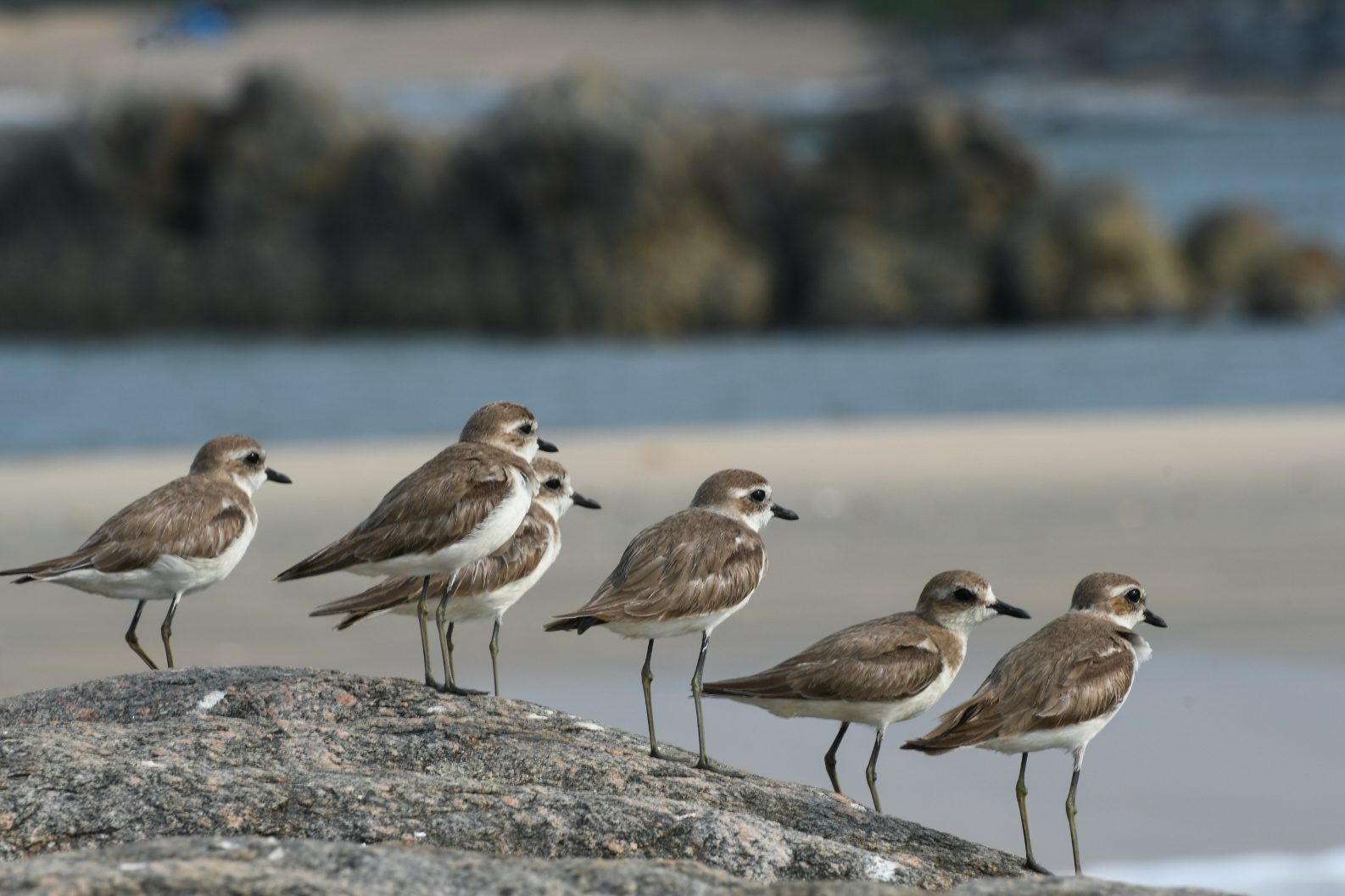
Ploier mongol
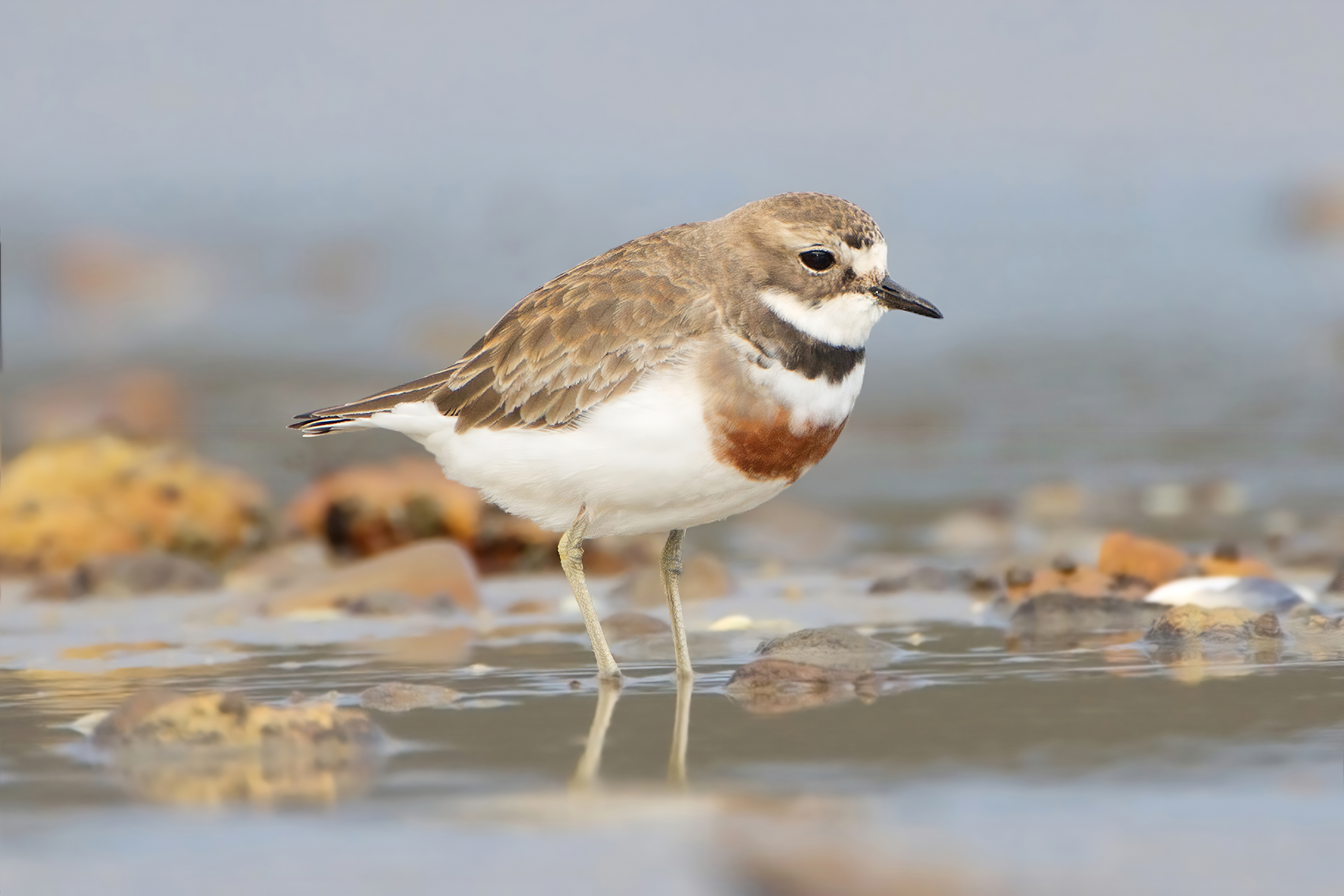
Ploier cu guler dublu
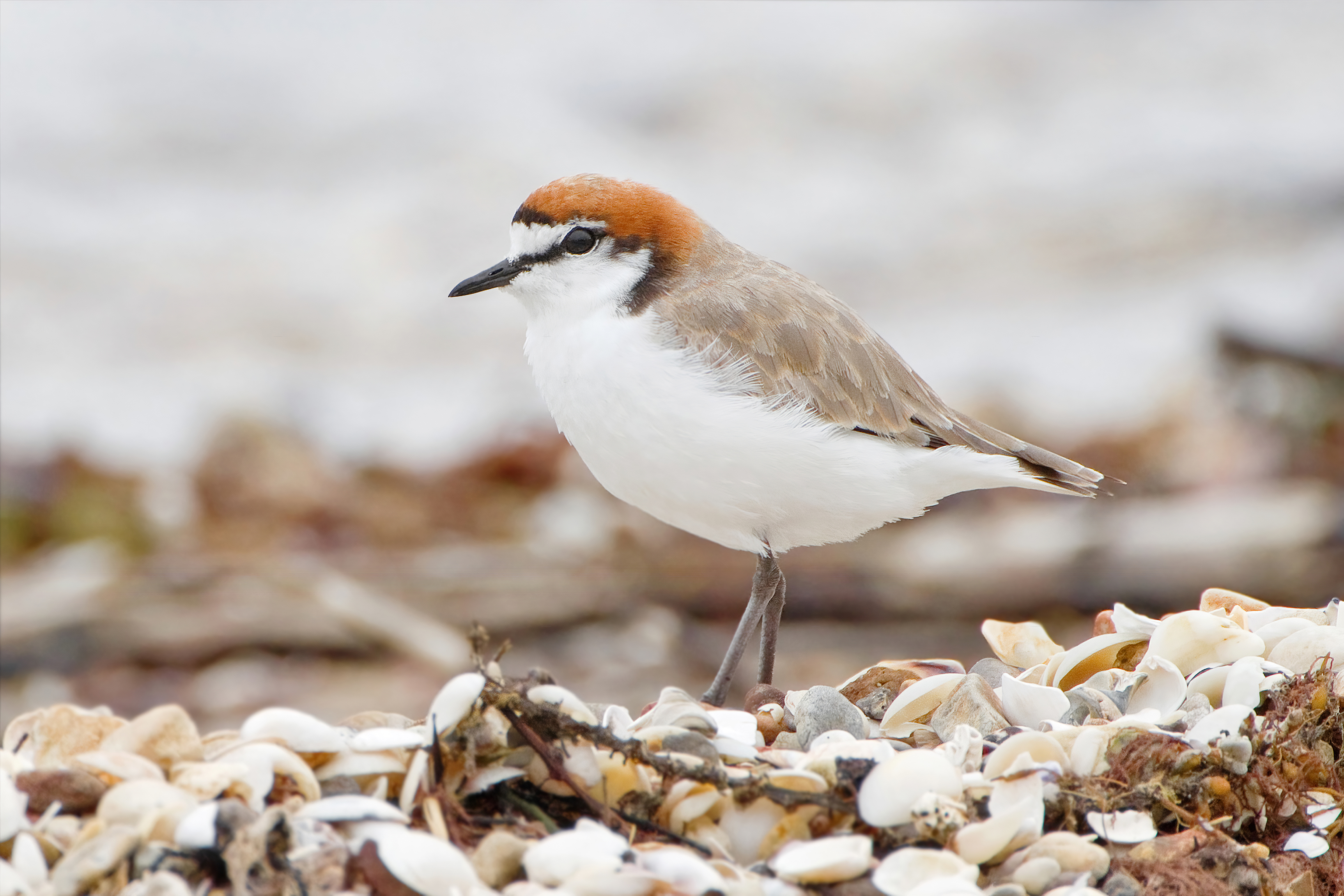
Ploier cu cap roșu